# エゲリア (ローマ神話)

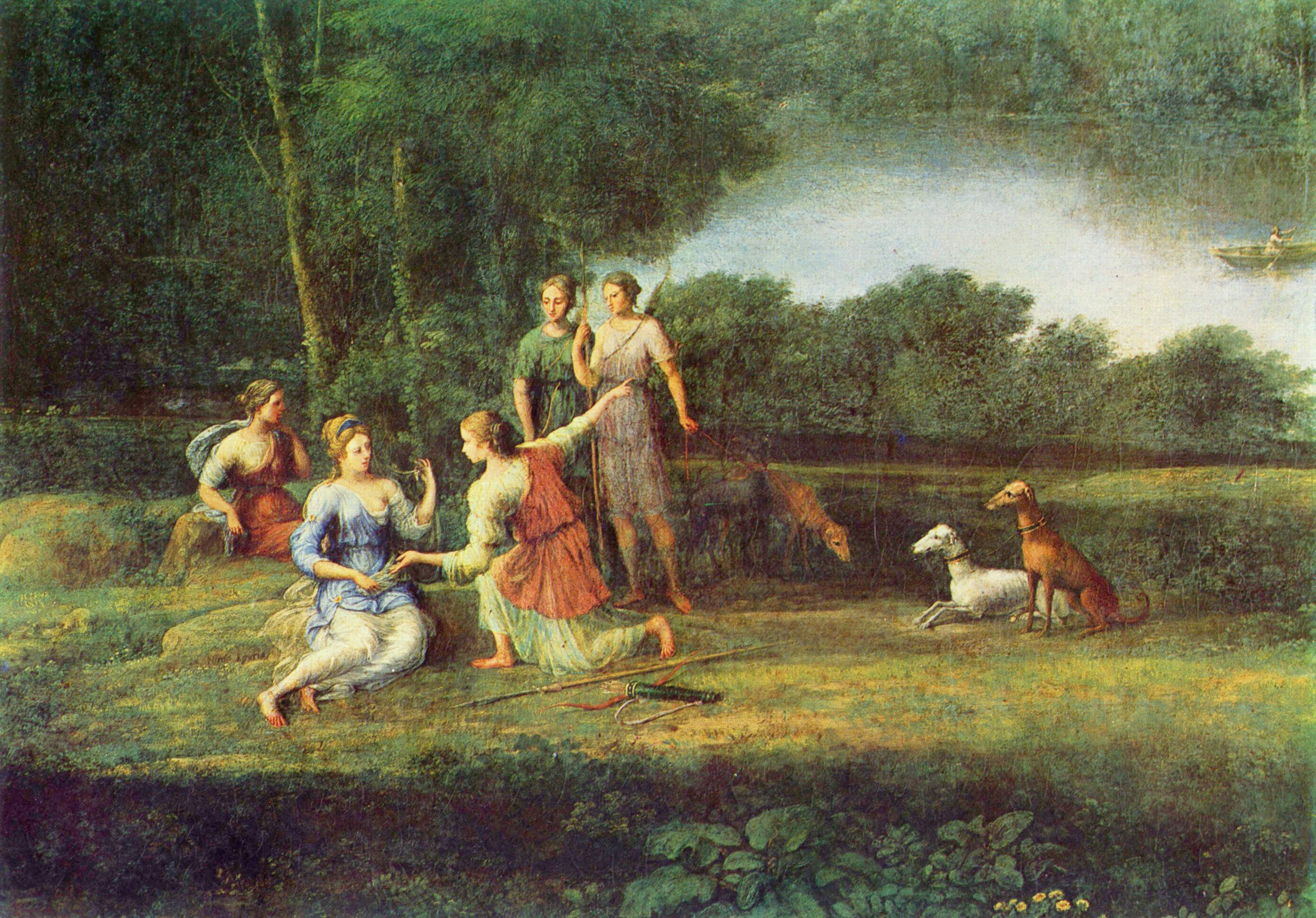
クロード・ロラン画『ヌマの死を悼むエゲリア』（1669年）

エゲリア（Egeria）は、ローマ神話における水のニュンペーである。王政ローマの第2代の王ヌマ・ポンピリウスの妻であり助言者だったことでよく知られている。
その名は「女性助言者」または「女性相談役」のエポニムとしても使われている。

## 概要
エゲリアの神域とされた木立ちに水かミルクを捧げると、知恵と予言を授けてくれるとされていた。その場所の近くには3世紀にカラカラ浴場が建てられている。エゲリアという名は「黒いポプラの」という言葉から派生したという説がある。ローマ人はエゲリアとディアーナを結びつけ、妊婦が産気づいたときにその名を呼んで助けを求めると、出産を見守って助けてくれるとされた。これはギリシア神話におけるエイレイテュイアとアルテミスの関係に似ている。
その後ローマ人はエゲリアをカメーネの1人とした。カメーネとはギリシア神話のムーサに対応した神々である。ローマは文化的にはギリシアに支配されたため、ハリカルナッソスのディオニュシオスはエゲリアをムーサの1人としている（ii. 6o）。

## アリッチャ
エゲリアはローマ神話以前から存在していた可能性がある。ラティウムのアリッチャに太古からの神聖な森があり、そこがエゲリア信仰の起源とされている。この森は Diana Nemorensis（ネミのディアーナ）の森と同一だとされていた。アリッチャではエゲリアに対応する男神マニウス・エゲリウ（Manius Egerius）も信仰されていた。
エゲリアは王政ローマの第2代王でサビーニー人のヌマ・ポンピリウスのニュンペーとしての配偶者だったという伝説があるため、ローマと結び付けられるようになった。ユウェナリスの記した伝説によると、ヌマ・ポンピリウスはエゲリアの神聖な木立ちで彼女と会い、そこで彼女がヌマに賢明で正しい王になる方法を教えた（リウィウス i. 19）。そしてヌマはエゲリアからローマの宗教的構成の原則を教えられたとしているが、ユウェナリスの時代にはそのような伝統が厳しい批判にさらされていた。ヌマが亡くなるとエゲリアは泉に変化したとされている。

## ローマ

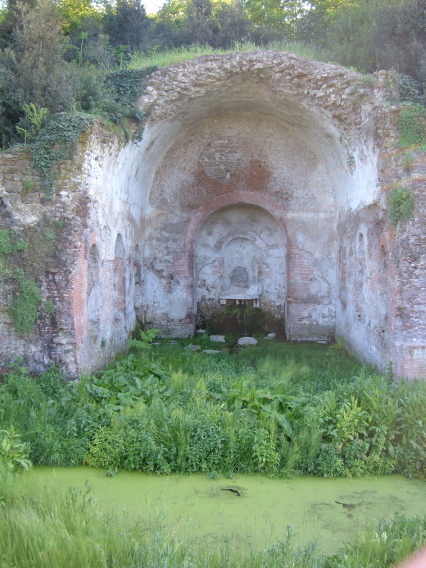
Ninfeo d'Egeria、アッピア・アンティーカ公園、ローマ

ヌマがエゲリアと会っていたという神聖な木立ちは、セルウィウス城壁のカペーナ門のすぐそばにあった。紀元2世紀にヘロデス・アッティクスがそのそばにあったヴィッラを相続し、自然の地形を生かした地所として作りなおした。このとき自然の洞窟を改造してアプスを終端とするアーチにし（写真参照）、その壁龕にエゲリアの像を設置した。その表面を緑色と白の大理石で装飾し、床には緑色の斑岩を敷き詰め、モザイクによるフリーズを施した。これを Ninfeo d'Egeria と呼ぶ。また、アルモネ川に注いでいた数ある泉の1つから水をひいて Lacus Salutaris（健康の湖）と呼ばれる大きなプールを作った。ユウェナリスは建築によって人工的に装飾された様を次のように嘆いている（『風刺詩集』3巻 17–20）。
Nymph of the Spring! More honour’d hadst thou been,
If, free from art, an edge of living green,
Thy bubbling fount had circumscribed alone,
And marble ne’er profaned the native stone. （William Gifford 訳）
この ninfeo は19世紀のローマでは人気のピクニックの場所だったし、現在もアッピア街道とラティーナ街道に挟まれたアッピア・アンティーカ公園に存在している。

## フィクション
- ナサニエル・リーの悲劇『ルキウス・ユニウス・ブルトゥス』（1680年）で、エゲリアはブルトゥスの息子ティトゥスの前に幻のように現れる。
- オスカー・ワイルドの『真面目が肝心』では、チャジュブル博士がセシリーの家庭教師プリズム女史を「エゲリア」と呼んでいる。